# Thranius ampliaticollis
Thranius ampliaticollis là một loài bọ cánh cứng trong họ Cerambycidae.